# Severn (Ontario)
Severn è un comune del Canada, situato nella provincia dell'Ontario, nella contea di Simcoe.